# Lotta Love

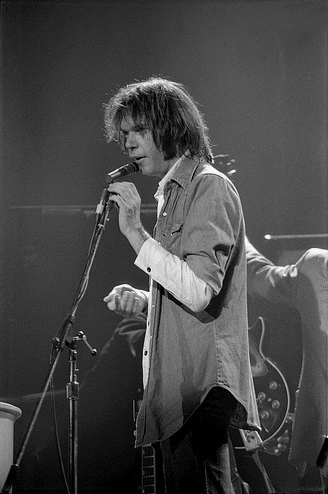
Neil Young en Austin, 1976

«Lotta Love» es una composición de Neil Young que fue grabada por la intérprete Nicolette Larson alcanzando el #8 en la lista Billboard Magazine's Hot 100 en febrero de 1979 y alcanzó el #1 en la lista de música Easy Listening y como el éxito #10 de música Adult Contemporary del año.
"Lotta Love" fue también un éxito en Australia (#11) y Nueva Zelanda (#22). Sin embargo, terminó siendo una flor de un día, ya que otras canciones de Nicolette Larson nunca alcanzaron fama semejante. 
Larson había formado una relación personal con Young, mientras que lo respaldaba en el American Stars 'n Bars; aunque impulsada por Young en su automóvil un día Larson reprodujo un casete que incluía la demo de "Lotta Love" y Young le dijo que la canción era de ella, si ella quería. Young hizo a su vez a su propia versión de "Lotta Love" para su álbum Comes a Time; donde Larson participó como segunda vocalista para el álbum pero no para la pista de "Lotta Love", una versión libre que destaca lo melancólico de la canción.
En febrero de 1998, amigos y asociados de Nicolette Larson, quien falleció el 16 de diciembre de 1997, realizaron un tributo en el Santa Monica Civic Auditorium, donando la recaudación de $165,000 para la UCLA Children's Hospital. En 2009, She & Him lanzaron un cover de "Lotta Love" incluyéndolo en su sencillo "Why Do You Let Me Stay Here?".